# Martin Wetzer

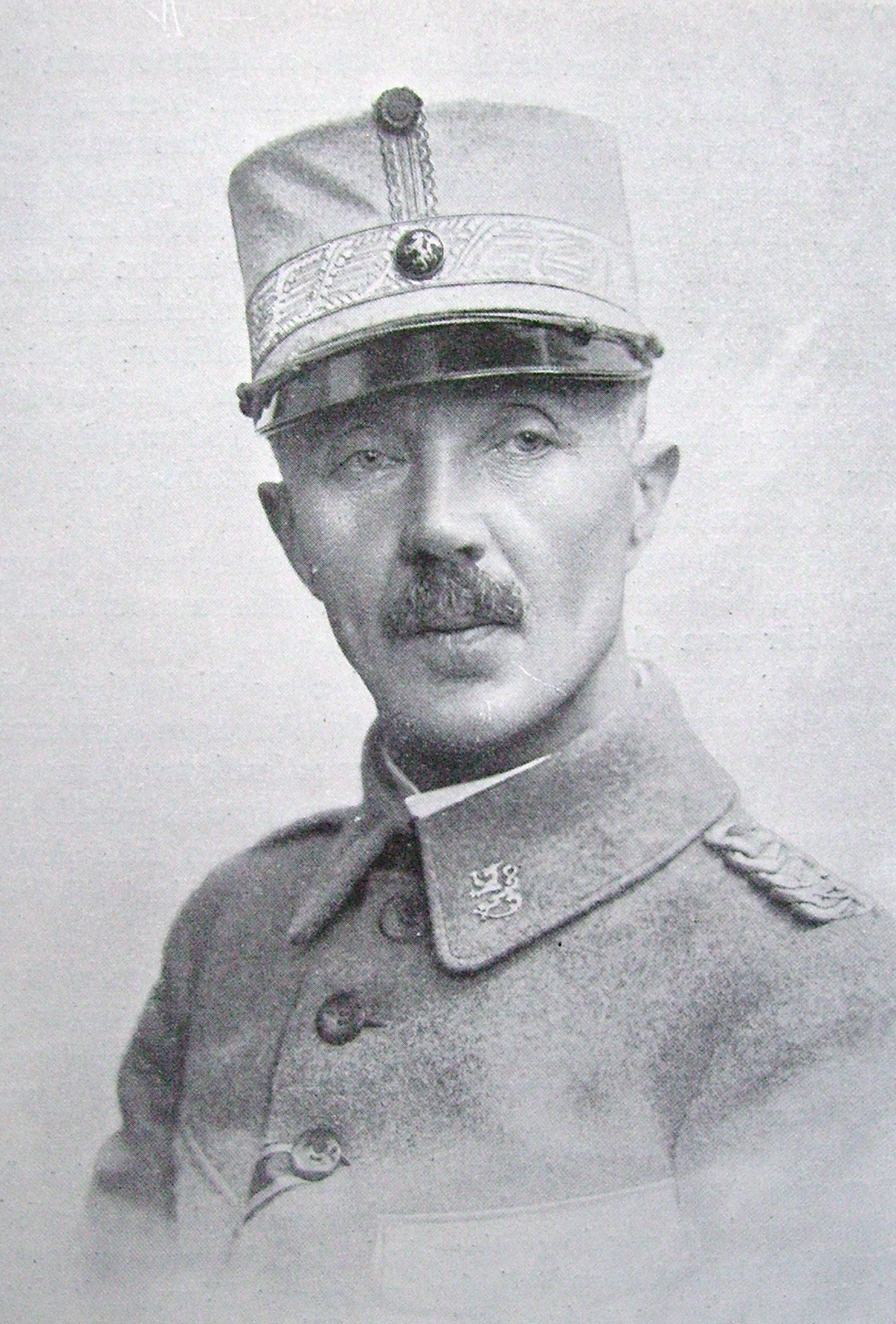
Martin Wetzer

Paul Martin Wetzer, född 1868 i Pfronten, död 1954, finländsk militär. Rysk officer 1899, överste 1915, finländsk generalmajor 1918, generallöjtnant 1925, avsked 1925, general av infanteriet 1928.
Under första världskriget 1914–17 stred han i den ryska armén. Efter februarirevolutionen återvände han till Finland för att delta i det finska inbördeskriget på den vita sidan. I början var han Mannerheims stabschef, sedan befälhavare för trupperna som intog Vasa och Tammerfors. Chef för den nyorganiserade västarmén i april 1918. Överbefälhavare för den finländska hjälptrupperna i det estniska frihetskriget och befälhavare för estniska arméns sydfront 1919. Han var ordförande i delegationen för vapenstilleståndet med Sovjetunionen. 
Åren 1918–25 var han divisionschef, innan han övergick i reserven som lagman.